# Tempestade tropical Gabrielle (2007)
A tempestade tropical Gabrielle foi um ciclone tropical de curta duração que passou sobre a Carolina do Norte, Estados Unidos antes de seguir para o mar aberto. Sendo a sétima tempestade nomeada da temporada de furacões no oceano Atlântico de 2007, Gabrielle desenvolveu-se de um ciclone subtropical em 8 de setembro, cerca de 625 km a sudeste de Cape Lookout, Carolina do Norte, Estados Unidos. Ventos de cisalhamento desfavoráveis impactaram a tempestade durante quase toda a sua duração, embora uma diminuição temporária destes ventos permitiu o ciclone a se tornar uma tempestade tropical. Em 9 de setembro, Gabrielle atingiu a costa em Cape Lookout National Seashore em Outer Banks, na Carolina do Norte com ventos de 90 km/h. Virando para nordeste, a tempestade rapidamente se enfraqueceu e se dissipou em 11 de setembro. A tempestade causou fortes chuvas nas áreas imediatas de onde a tempestade atingiu a costa, mas nas áreas em torno causou pouca chuva. Além de tudo, dos danos foram mínimos e não houve fatalidades.

## História da tempestade

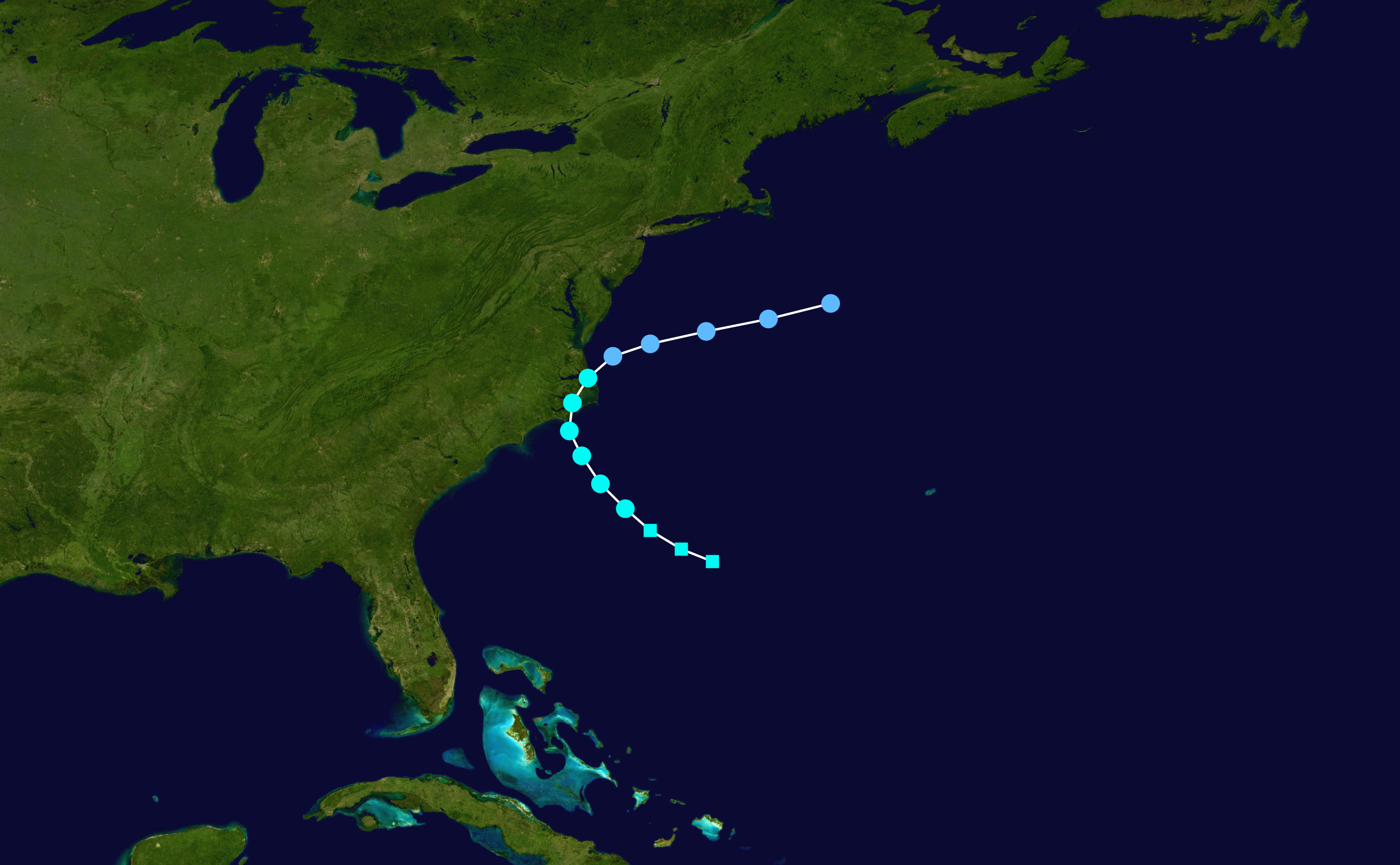
O caminho de Gabrielle

Uma frente fria deixou a costa leste dos Estados Unidos em 1º de setembro e decaiu gradualmente para uma área de nuvens e chuvas logo a leste da Geórgia em 2 de setembro. indo para leste, uma fraca área de baixa pressão formou-se no dia seguinte. Ele lentamente foi ganhando organização assim que começou a serpentear sobre o oceano. No final de 4 de setembro, a convecção ficou concentrada ao leste do centro do sistema. Em 5 de setembro, um avião caçador de furacões sobrevoou o sistema e reportou que o sistema não tinha adquirido características de ciclone tropical ou ciclone subtropical. A interação com um cavado de altos níveis resultou na formação de ventos de cisalhamento, que suprimiu ainda mais o desenvolvimento do sistema. Em 6 de setembro, a atividades de temporais ainda não estava organizado. Ventos de altos níveis começaram a ficar gradualmente mais favoráveis, permitindo que a convecção estabelece-se a meio caminho entre a carolina do Norte e Bermudas. Com uma crista ao seu norte, o sistema começou a ir firmemente para oeste-noroeste. Um caçador de furacões sobrevoou no final de 7 de setembro e reportou que o centro estava muito alongado, com ventos alcançando 90 km/h cerca de 160 km do centro do sistema. Pouco depois ao vôo, o centro ficou ligeiramente mais definido e baseado no raio grande de vento máximo e a presença de uma área de baixa pressão a oeste-sudoeste do sistema, o Centro Nacional de Furacões (NHC) classificou o sistema como tempestade subtropical Gabrielle na madrugada de 8 de setembro enquanto estava localizado a 625 km a sudeste de Cape Lookout, Carolina do Norte.
Depois de tornar-se um ciclone subtropical, Gabrielle estava localizado numa área com ar frio ao seu norte, ar seco ao seu sul e oeste, ventos de cisalhamento meridionais e águas frias ao longo de seu caminho. Apesar destas condições desfavoráveis, uma banda de convecção curvada formou-se nos seus quadrantes norte e oeste e a circulação de ar ficou mais bem definida. Logo depois, as bandas de chuvas ao seu quadrante nordeste se dissiparam, deixando o centro bem-definido muito longe das principais áreas de convecção. No final daquele dia, a circulação ficou mais bem envolvida com o restante da convecção. Baseado em evidências de um fraco centro morno, o sistema foi classificado como tempestade tropical Gabrielle no final de 8 de setembro, cerca de 300 km a sudeste de Cape Lookout, Cape Lookout.
Os ventos de cisalhamento verticais diminuíram assim que o sistema passou sobre a Corrente do Golfo, permitindo a formação de fortes áreas de convecção perto do centro. Assim que a tempestade se aproximava da costa da Carolina do Norte, o centro se desenvolveu novamente dentro da área de convecção profunda debaixo da circulação de ar de médios níveis, embora os ventos de cisalhamento setentrionais em fortalecimento deslocaram o centro de Gabrielle da atividade de temporais. Baseado em relatos de caçadores de furacões, foi estimado que Gabrielle tenha atingido o Cape Lookout National Seashore por volta das 15:30 UTC de 9 de setembro com ventos de 95 km/h, embora os ventos mais fortes não tenham atingido a costa devido aos ventos de cisalhamento. Seguindo em volta de uma crista sobre o noroeste do Atlântico, a tempestade virou para norte e depois para norte-nordeste, emergindo no oceano perto de Kill Devil Hills, Carolina do Norte na madrugada de 10 de setembro como um sistema pouco organizado com as áreas convecção muito longe do centro. Pouco depois, Gabrielle enfraqueceu-se para uma depressão tropical e manteve convecção dispersa apsar dos ventos de cisalhamento desfavoráveis assim que seguia sobre a porção norte da Corrente do Golfo. Por volta do meio-dia de 11 de setembro, a circulação de ar ficou pouco definida e alongada, deixando de ser enquadrado como um ciclone tropical. O Centro Nacional de Furacões declarou que Gabrielle estava se dissipando ao sul de Nova Escócia, Canadá. na madrugada do dia seguinte, os remanescentes de Gabrielle foram absorvidos por uma frente fria que se aproximava.

## Preparativos e impactos

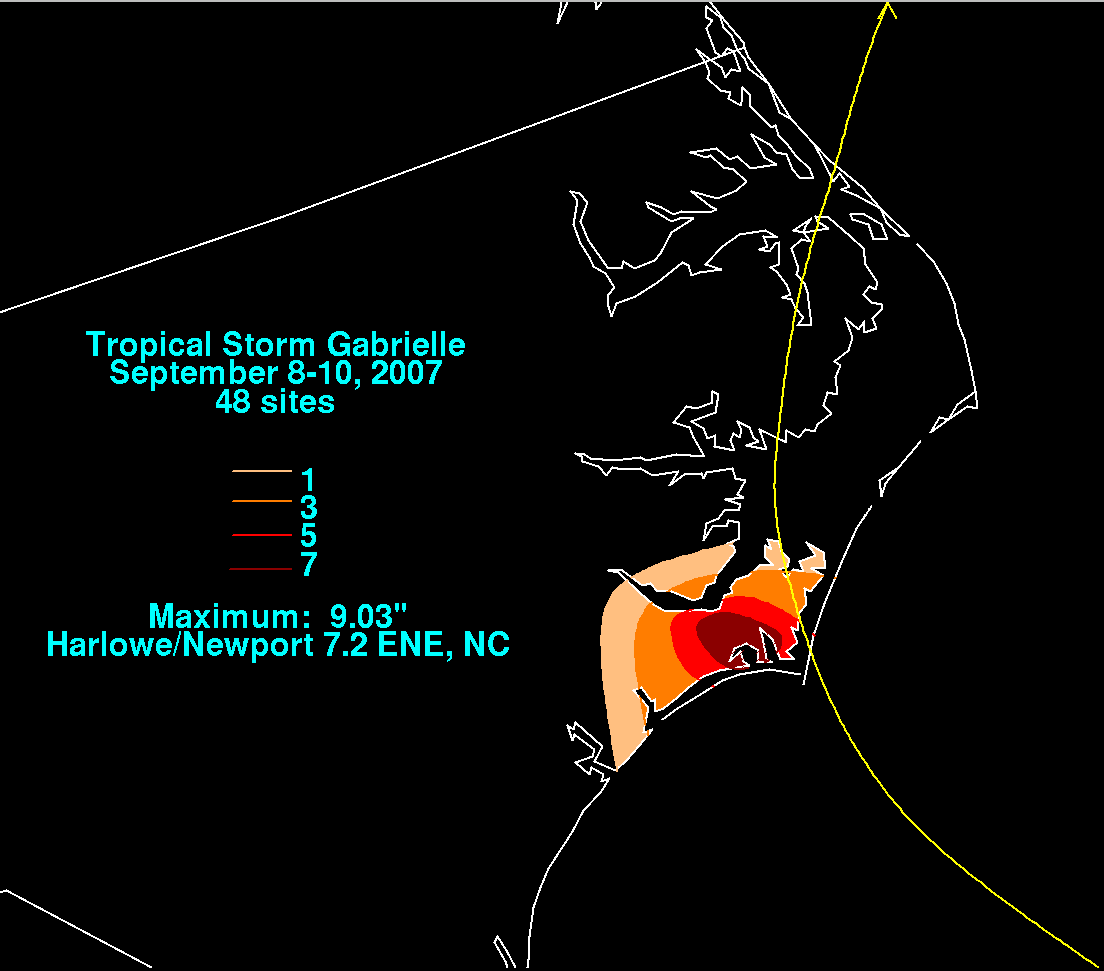
Sumário total da precipitação associada a Gabrielle

Depois de se tornar um ciclone subtropical, o Centro Nacional de Furacões emitiu um alerta de tempestade tropical entre Edisto Beach, Carolina do Sul e Oregon Inlet, Carolina do Norte, incluindo Pamlico Sound. Assim que a tempestade se aproximava da costa, o alerta ao sul do cabo Fear, Carolina do Norte, foi cancelado e um aviso de tempestade tropical foi emitido entre Surf City, Carolina do Norte e a divisa entre os estados da Carolina do Norte e a Virgínia; um alerta também foi emitido entre a divisa dos dois estados e o Farol de Cape Charles, na Península de Delmarva, e também para New Point Comfort, na costa oeste da Baía de Chesapeake. Para estas regiões, o alerta foi substituído para aviso de tempestade tropical. Antes da chegada da tempestade, o Serviço Nacional de Parques cancelaram as visitas para Outer Banks. Por cerca de doze horas, o serviço de balsa entre Hatteras e Ocracoke foi fechado.
Na madrugada de 9 de setembro, as bandas de tempestade começaram a passar sobre o sudeste da Carolina do Norte. Ventos constantes de mais de 63 km/h foram registrados ao longo da costa, alcançando não oficialmente 71 km/h em Frisco. As rajadas de vento foram mais fortes, alcançando não oficialmente 98 km/h em Ocracoke. A chuva forte da tempestade ficou confinada apenas nas áreas imediatas de onde o centro da tempestade passou, alcançando 229 mm numa estação meteorológica a 12 km a leste-nordeste de Newport. Em algumas localidades, a chuva causou enchentes A passagem da tempestade deixou uma porção da Auto-estrada 12 nas Ilhas Hatteras fechada por três horas. Em geral, os danos no estado foram mínimos, incluindo ressacas fracas e algumas ruas inundadas. Nenhuma fatalidade foi registrada.